# Pterodontia virmondii
Pterodontia virmondii är en tvåvingeart som beskrevs av Wilhelm Ferdinand Erichson 1840. Pterodontia virmondii ingår i släktet Pterodontia och familjen kulflugor. Inga underarter finns listade i Catalogue of Life.